# Johannes VIII Palaiologos

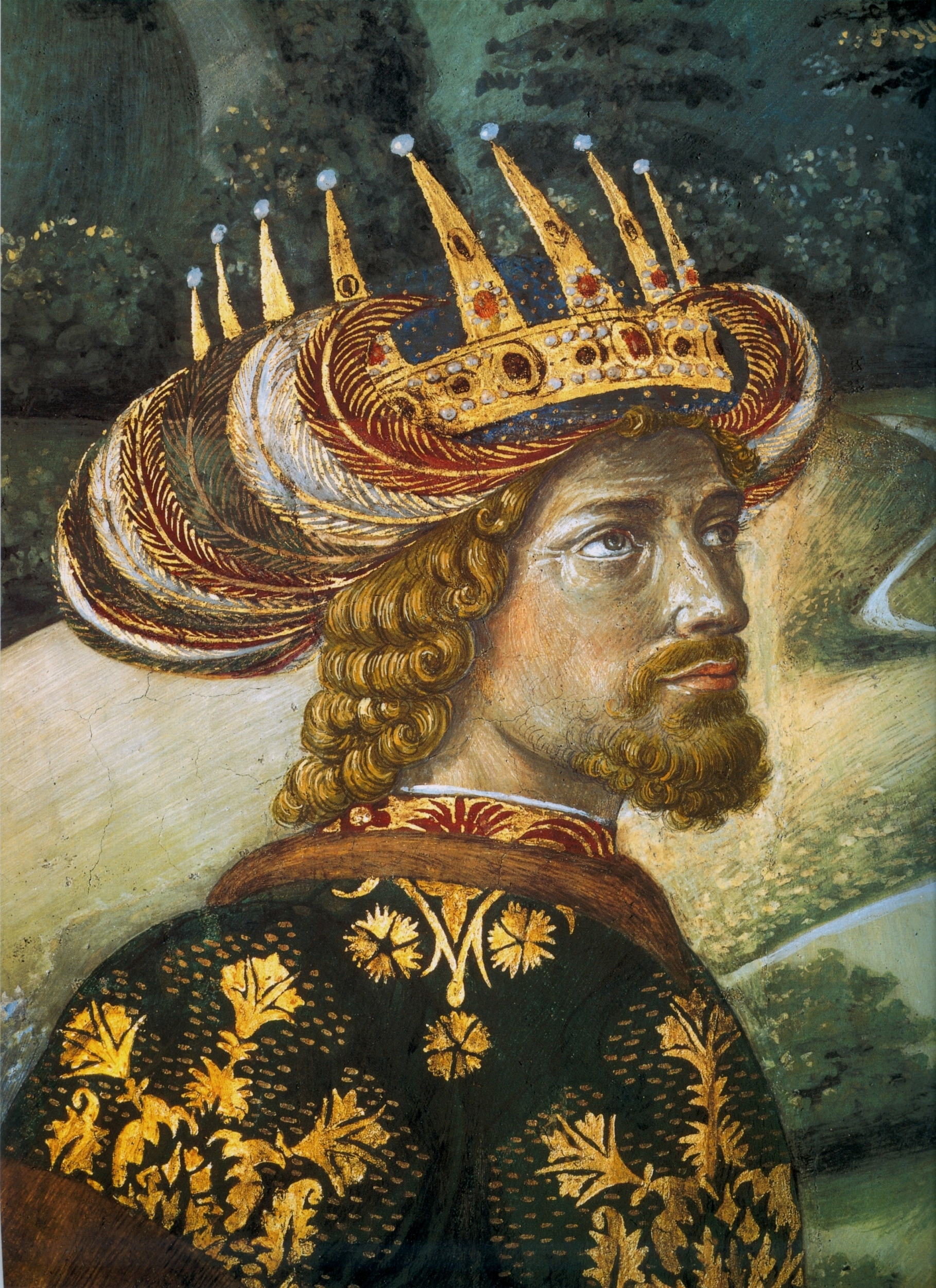
Johannes VIII Palaiologos, detalj av fresk av Benozzo Gozzoli (1459-1460)

Johannes VIII Palaiologos (grekiska: Ίωάννης Η' Παλαιολόγος, Iōannēs VIII Palaiologos), född 18 december 1392 i Konstantinopel, död 31 oktober 1448 i Konstantinopel, var den näst siste kejsaren i Bysantinska riket. Han regerade från 1425 till 1448.
Johannes efterträdde 1425 sin far, Manuel II Palaiologos, som romersk kejsare. Hans regeringstid präglades av det akuta hotet från turkarna. För att vinna Västerlandets hjälp mot de övermäktiga turkarna reste han till kyrkomötet i Florens 1439 – Ferrara-Florens-konsiliet – och undertecknade en union mellan den grekisk-ortodoxa kyrkan och katolska kyrkan. Detta väckte dock endast protester och splittring hemma i Bysans. Osmanerna utsträckte sitt välde allt mer och Johannes lämnade vid sin död endast några rester av Bysantinska riket, nämligen Morea, Konstantinopel med dess omnejd och spridda städer i Grekland, i arv till sin bror Konstantin XI.